# Vukšić
Vukšić falu Horvátországban Zára megyében. Közigazgatásilag Benkovachoz tartozik.

## Fekvése
Zárától légvonalban 43, közúton 64 km-re, községközpontjától 15 km-re délkeletre, Dalmácia északi részén, Ravni kotari és Bukovica tájegységek határán fekszik.

## Története
Vukšić első írásos említése 1392-ben történt. Ebben az időben egy nagy hengeres torony állt itt alatta a településsel, ahol 1392-ben bírósági per volt a kašićiak és Milota Nešustović földjei közötti birtokhatár kérdésében.  A falu nyugati végében egy magaslaton állt Mišljen vára, melyet a helyiek a 19. század végén lebontottak, hogy köveiből házakat építsenek.  A falu keleti részén állt Ostrovica vára, melyet már 1198-ban említenek először. A vár a bribiri grófoké volt, akiknek I. Lajos magyar király 1347-ben Zrin várát adományozta és ezt követően felvették a Zrínyi nevet.
Ezután a falunak több földesura is volt. A környékbeli településekkel együtt 1523-ban elfoglalta és felgyújtotta a török. 1647-ben a kandiai háború során felszabadították a velencei hadak. A török kiűzése után új lakosság érkezett. A falu 1797-ig a Velencei Köztársaság része volt. Miután a francia seregek felszámolták a Velencei Köztársaságot a campo formiói béke értelmében osztrák csapatok szállták meg. 1806-ban a pozsonyi béke alapján az Első Francia Császárság Illír Tartományának része lett. 1815-ben a bécsi kongresszus újra Ausztriának adta, amely a Dalmát Királyság részeként Zárából igazgatta 1918-ig. A településnek 1857-ben 336, 1910-ben 457 lakosa volt. Az első világháború után előbb a Szerb-Horvát-Szlovén Királyság, majd Jugoszlávia része lett. A második világháború idején 1941-ben a szomszédos településekkel együtt Olaszország fennhatósága alá került. Az 1943. szeptemberi olasz kapituláció, majd német megszállás után újra Jugoszlávia része lett.
1991-ben lakosságának 82 százaléka horvát, 15 százaléka szerb nemzetiségű volt. Még az évben a település szerb igazgatás alá került és a Krajinai Szerb Köztársaság része lett. Templomait lerombolták, horvát lakossága elmenekült. 1995 augusztusában a Vihar hadművelet során foglalta vissza a horvát hadsereg. Szerb lakossága elmenekült. A falunak 2011-ben 513 lakosa volt, akik főként mezőgazdasággal és állattartással foglalkoztak.

## Lakosság
| Lakosság változása | Lakosság változása | Lakosság változása | Lakosság változása | Lakosság változása | Lakosság változása | Lakosság változása | Lakosság változása | Lakosság változása | Lakosság változása | Lakosság változása | Lakosság változása | Lakosság változása | Lakosság változása | Lakosság változása | Lakosság változása |
| ------------------ | ------------------ | ------------------ | ------------------ | ------------------ | ------------------ | ------------------ | ------------------ | ------------------ | ------------------ | ------------------ | ------------------ | ------------------ | ------------------ | ------------------ | ------------------ |
| 1857               | 1869               | 1880               | 1890               | 1900               | 1910               | 1921               | 1931               | 1948               | 1953               | 1961               | 1971               | 1981               | 1991               | 2001               | 2011               |
| 336                | 474                | 285                | 311                | 285                | 457                | 555                | 521                | 712                | 767                | 859                | 866                | 734                | 810                | 462                | 513                |

## Nevezetességei
- Mihály arkangyal tiszteletére szentelt római katolikus temploma a falutól nem messze a mezőn áll, körülötte régi temető található. Egyszerű, egyhajós épület négyszögletes szentéllyel, homlokzata felett pengefalú harangtoronnyal. A templom a 12. vagy a 13. században épült egy ókori, vagy kora ]]középkor]]i építmény helyén. Mai formáját a török kiűzése utáni, 1663-ban történt újjáépítés során kapta. Ekkor a régi szentélyt elbontották és az új, ma is látható szentélyt építették hozzá, így az ablakok és a kapuzat alakja részleteiben is illeszkednek az eredeti épülethez. 1735-ig ez volt a falu plébániatemploma. 1923-ban és 1972-ben megújították.[2] Ma a Lišane Ostroviče-i plébánia filiája. A templom berendezésének legnagyobb értéke a nagy méretű, fából faragott, gazdagon díszített 18. századi barokk oltár volt.Az oltárkép Szent Mihályt ábrázolta Szent Miklós és Szent Antal társaságában, felettük a Mennyei Atya, a Szentlélek és a gyermekét tartó Szűzanya volt látható. Vászonra festett helyi alkotás volt. A templomban volt még egy régi fakereszt is. Sajnos a délszláv háború során a falut elfoglaló szerbek a templomot felgyújtották, csak a csupasz falak maradtak belőle. Harangjait elvitték. Az épületet 1995-ben teljesen újjáépítették, új harangját 2007-ben szentelték fel. A temetőben 1979-ben kápolnát építettek, amely a háború alatt szintén megsemmisült. A háború után újat építettek helyette a hozzá csatlakozó sekrestyével és ravatalozóval.[2][5]
- A régi plébániaház mellett a 18. században egy Szent Jeromos tiszteletére szentelt kápolnát is építettek, melyet később bővítettek. A homlokzat feletti harangtornya 1885-ben épült, de 1966-ban betonból újjáépítették. Oltárának képe Szent Jeromost ábrázolta, mely a 19. században készült. A kápolnában egy Szűzanya gyermekével és egy másik Mária-szobor is állt, mely tiroli mester munkája volt. A délszláv háború idején a kápolnát a földig rombolták, harangjait elvitték. Ma csak az alapjai láthatók.[2]
- A faluban állt egy Szent Katalin kápolna[6] is, melyet stilisztikai jellegzetességei alapján a 15.-17. században építettek. Bejárata felett lunetta, homlokzata felett pedig  harangtorony állt két haranggal. Szentélye kissé szűkebb volt a hajónál. Oltárán védőszentjének 19. századi képe volt látható, rajta kívül még egy Szent Katalin-szobor is állt a kápolnában. A háború idején ezt is teljesen lerombolták, harangjait elvitték. Még nem építették újjá.[2]
- A falu új Szent Katalin-temploma 1987-ben épült a régi azonos titulusú templom közelében, mely idővel kicsinek bizonyult. A háborúban ezt is lerombolták. Alapjain 2005-ben új templomot építettek.[2]
- A Gradina nevű magaslaton levő maradványok egyike a vaskorban alapított nagy és tágas települések maradványainak. A Gradina uralta a környéket és kiváló kilátást nyújtott Benkovac környékének tágabb területére. Fennmaradt a település körvonala, kör alakú alaprajzával, amelynek mérete kb. 100x300 m igazodott a terephez amelyre épült. Egy félkör alakú fal a települést két részre osztja – az akropoliszra és a külvárosra. A domb lábán egy vaskori temető található.[7]